# Ruth Shack
Ruth Shack, née le 24 août 1931 à Brooklyn (New York), est une femme politique américaine, élue en 1976, 1978 et 1982 à la commission du comté de Miami-Dade, en Floride. 
Elle est également connue pour son rôle de présidente (1985-2006) de The Miami Foundation, la plus importante organisation philanthropique de Floride.
Elle grandit à Bay Shore.
Élue au comté de Miami-Dade, Ruth Shack s'implique particulièrement dans la conservation du patrimoine art déco de la région. Elle s'investit également dans la protection des droits des homosexuels et dans la lutte contre le SIDA. En 1977, l'ordonnance anti-discrimination qu'elle présente au comté déclenche une vive polémique, qui conduit la chanteuse Anita Bryant, qui était une de ses anciennes amies, à mener une campagne homophobe Save our children très dure à travers les États-Unis.
Shack a également siégé au Council on Foundations en tant que vice-présidente et présidente de son comité de gestion. Elle a également siégé aux conseils d'administration de Funders Concerned About AIDS (FCAA) et de la Coalition of Community Foundations for Youth. Elle a été présidente fondatrice du Florida Philanthropic Network et de l'Alliance for Human Services et a également présidé le Communications Network. Elle est également membre du Transatlantic Community Foundation Network des Fondations Bertelsmann.